# Фуксбергер, Ортольф
Ортольф Фуксбергер (нем. Ortolph Fuchsberger или Fuchsperger, 1490, Титмонинг — 1541) — немецкий юрист первой половины XVI века, преподаватель латыни, логики и риторики.
Изучал юриспруденцию в университете города Ингольштадт. Затем профессор латыни в Альтэттинге.
В 1525 году издал свою грамматику латинского языка. Об этой работе тепло отзывался Иоганн Авентин.
С 1526 года судья в Мондзе и там же секретарь монастырского аббата. Впоследствии при этом монастыре Фуксбергер преподавал логику и риторику. В 1528 году выступил в своём сочинении с порицанием анабаптизма.
В 1533 году был издан его учебник логики — первый в мире, написанный на немецком языке. По существующему мнению, целью издания было продемонстрировать, что немецкий язык в принципе может быть пригоден для последовательной аргументации.
Фуксбергер является автором первого немецкого перевода Институций Юстиниана, изданного в 1535 году.
В 1539 году стал синдиком (ответственным за юридические вопросы) города Пассау.

## Труды
- Simplicissima puerulorum legere callentium in octo partes orationis tabularis introductio. Landshut 1525.
- Kurtze schloßrede wider den jrfall der neugerotten Tauffer. Landshut 1528.
- Ain gründlicher klarer anfang der natürlichen und rechten kunst der waren Dialectica. 1533.
- Justinianischer Instituten warhaffte dolmetschung. Augsburg 1535, 1536, Ingolstadt 1541.
- Teutscher Jura regulae. Augsburg 1538.